# Belfried (Binche)

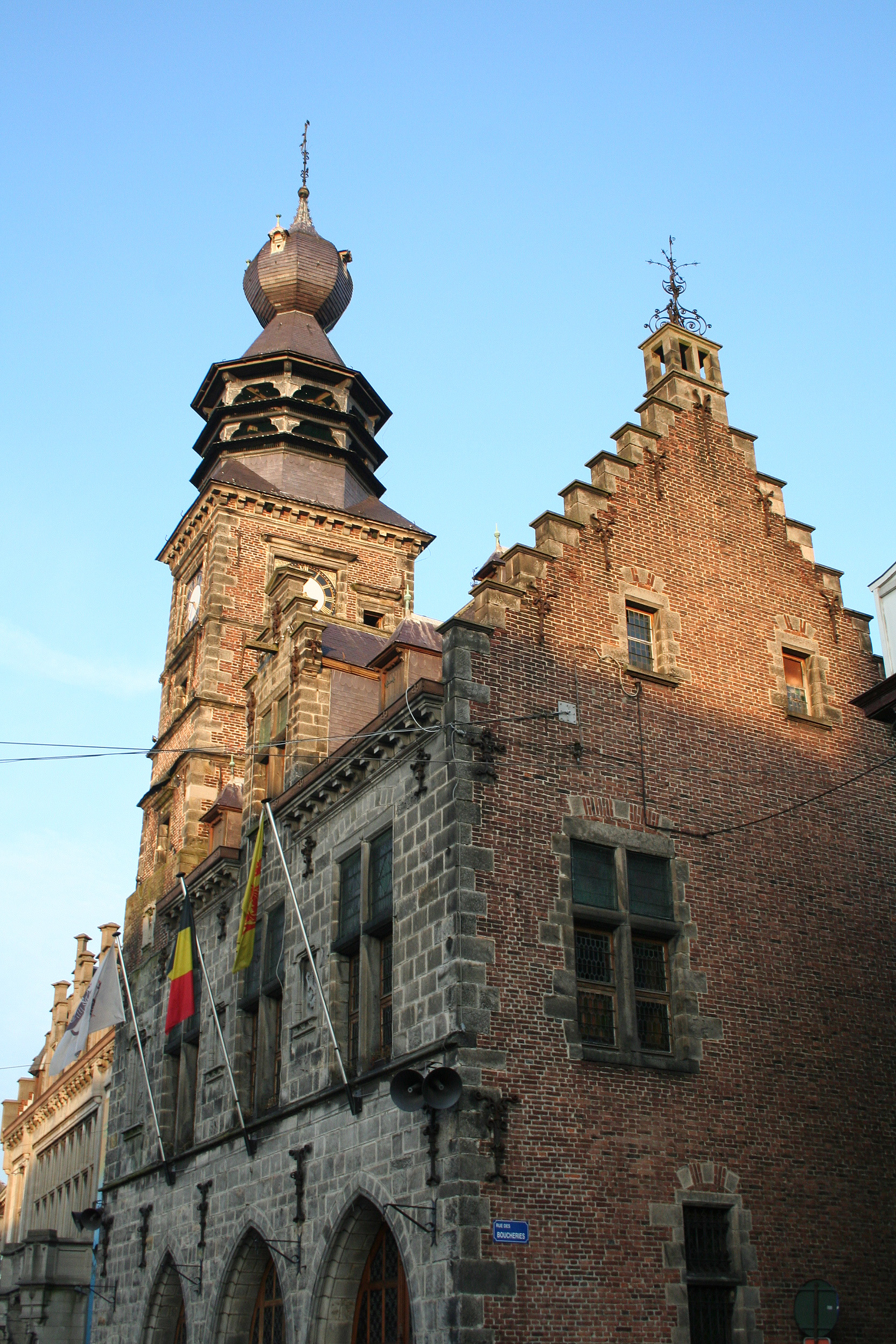
Belfried in Binche

Der Belfried in Binche, einer Stadt in der belgischen Provinz Hennegau der Region Wallonien, wurde im 14. Jahrhundert errichtet. Der Belfried ist Teil des Rathauses.
Der 35 Meter hohe Belfried von Binche ist seit 2005 Teil des UNESCO-Welterbes Belfriede in Belgien und Frankreich.
Der im gotischen Stil aus Backsteinen und aus Sandstein von Bray errichtete Turm hat ein Glockengestühl, das vom Architekten Jacques du Broeucq aus Mons nach einem Brand um 1572 wiederaufgebaut wurde.
In den Jahren 1735/36 erhielt die Fassade einen Stuckdekor durch den Architekten Benoît Dewez im Stil Louis-seize. Bei der Renovierung von 1896 bis 1899 wurde der Stuckdekor wieder entfernt.